# Serra dels Aubellons
La Serra dels Aubellons és una serra situada entre els municipis de la Torre de l'Espanyol i de Vinebre a la comarca de la Ribera d'Ebre, amb una elevació màxima de 427 metres.